# Sophie Kempf
Sophie Kempf (ur. 20 lutego 1968) – francuska kolarka górska, srebrna medalistka mistrzostw świata i dwukrotna medalistka mistrzostw Europy.

## Kariera
Największy sukces w karierze Sophie Kempf osiągnęła w 1994 roku, kiedy zdobyła srebrny medal w downhillu podczas mistrzostw świata w Vail. W zawodach tych wyprzedziła ją jedynie Amerykanka Missy Giove, a trzecie miejsce zajęła Włoszka Giovanna Bonazzi. Ponadto w latach 1991 i 1992 zdobywała brązowe medale w tej samej konkurencji podczas mistrzostw Europy. Nigdy nie wystąpiła na igrzyskach olimpijskich. 